# Abkommen von Dayton

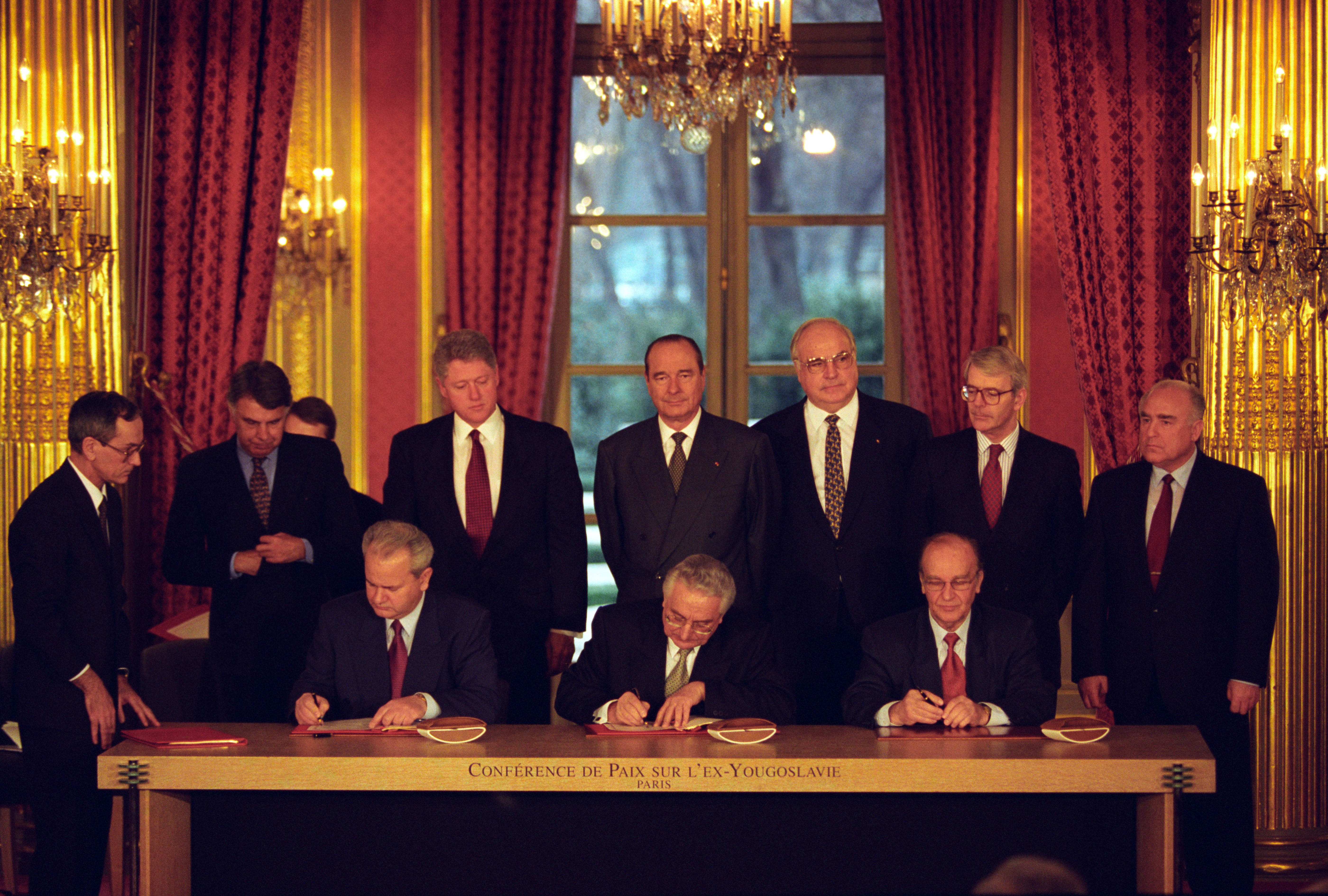
Unterzeichnung des Abkommens von Dayton (Paris, 14. Dezember 1995)

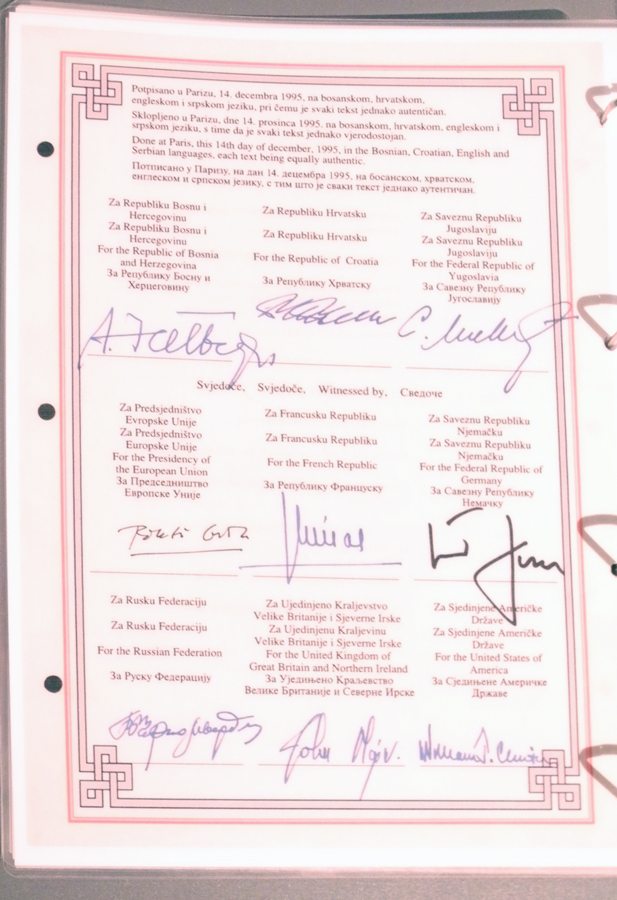
Unterschriften der Unterzeichner des Abkommens (Museum für kroatische Geschichte, Zagreb)

Das Abkommen von Dayton (auch Dayton-Vertrag genannt) beendete 1995 nach dreieinhalb Jahren den Krieg in Bosnien und Herzegowina.
Der Friedensvertrag wurde unter Vermittlung der USA mit Beteiligung der Europäischen Union und unter der Leitung des damaligen US-Präsidenten Bill Clinton am 21. November 1995 in der Wright-Patterson Air Force Base bei Dayton (Ohio) paraphiert und am 14. Dezember 1995 in Paris unterzeichnet. Die Unterzeichner waren der serbische Präsident Slobodan Milošević, der kroatische Präsident Franjo Tuđman und der Vorsitzende im bosnisch-herzegowinischen Präsidium Alija Izetbegović.

## Beteiligte an den Friedensgesprächen

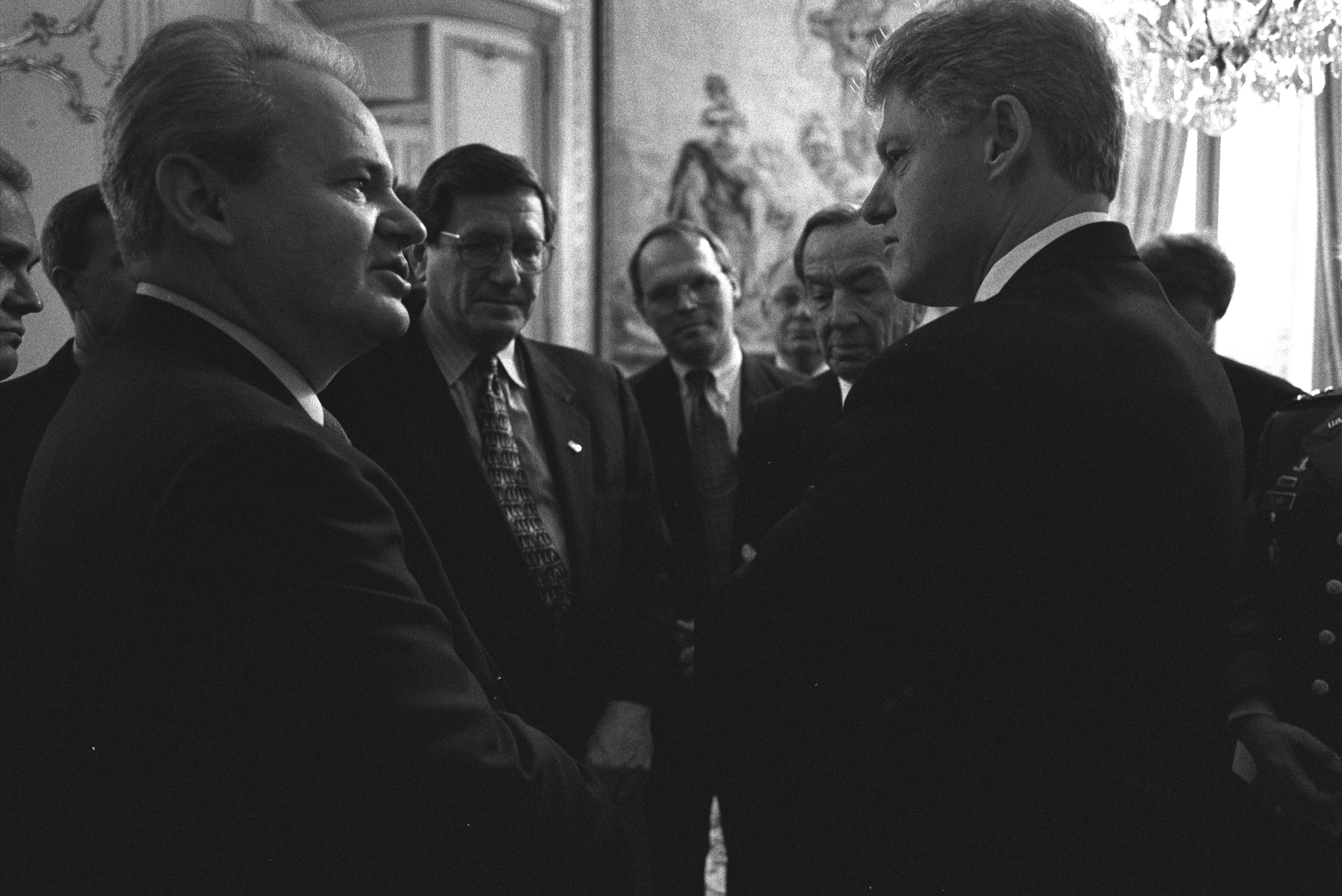
Clinton, Milošević, Holbrooke, Hill und Christopher während einer Unterhaltung in Paris

### Unterzeichner
- Alija Izetbegović, Vorsitzender im Präsidium der Republik Bosnien und Herzegowina
- Slobodan Milošević, Präsident der Republik Serbien (für die Bundesrepublik Jugoslawien)
- Franjo Tuđman, Staatspräsident der Republik Kroatien

### Weitere Personen
- Jacques Chirac (französischer Staatspräsident)
- Bill Clinton (US-Präsident)
- Helmut Kohl (Bundeskanzler der Bundesrepublik Deutschland)
- Wiktor Tschernomyrdin (russischer Ministerpräsident)
- Warren Christopher (US-Außenminister)
- Richard Holbrooke (US-Sonderbeauftragter für den Balkan)

## Vorgeschichte und Verhandlungen

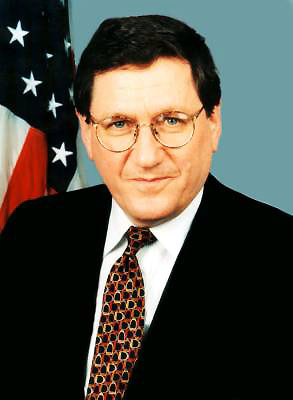
Richard Holbrooke

Medienberichte von den grausamen Kämpfen auf dem Balkan (darunter die 1.425 Tage währende Belagerung von Sarajevo) 
und vom systematisch geplanten und durchgeführten Massaker von Srebrenica (Juni und Juli 1995) setzten die Regierung Clinton massiv unter Druck der öffentlichen Meinung. Sie übte massiven diplomatischen Druck auf die Konfliktparteien aus, endlich Verhandlungen zu beginnen. 
Kampfflugzeuge von NATO-Staaten flogen vom 30. August bis zum 20. September 1995 3.515 Einsätze gegen die serbischen Streitkräfte (Operation Deliberate Force).
Die Verhandlungen begannen am 1. November 1995 und fanden unter strenger Klausur statt. Die US-amerikanische Seite zwang die drei Präsidenten zu ununterbrochenen, dreiwöchigen Verhandlungen, während derer ihr Kontakt zur Außenwelt weitgehend unterbunden war. Vor allem wurde verhandelt, wo die Grenze zwischen Bosnien und Herzegowina und Serbien zukünftig verlaufen sollte.
Am 10. November 1995 unterzeichneten Vertreter der Republik Bosnien und Herzegowina und der Bosnisch-Kroatischen Föderation ein Abkommen von Dayton über die Implementierung der Föderation Bosnien-Herzegowina mit einer Übereinkunft über die Übergangsverwaltung für die Stadt Mostar.
Am 12. November 1995 unterzeichneten Kroaten und Serben der Republik Serbische Krajina in Erdut ein Grundsatzabkommen über die Regionen Ostslawonien, die Baranja und West-Syrmien. Diese sollten zunächst unter UN-Übergangsverwaltung gestellt und später wieder in die Republik Kroatien integriert werden (siehe auch Grenze zwischen Kroatien und Serbien).

## Ergebnis des Abkommens

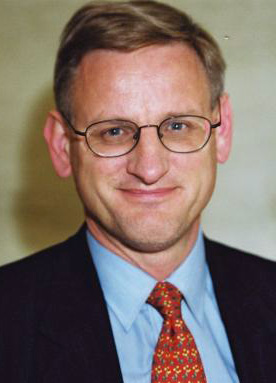
Carl Bildt

Am 21. November 1995 konnte die Paraphierung des Vertrages in der Wright-Patterson Air Force Base bei Dayton, Ohio (USA) erfolgreich abgeschlossen werden. Am 22. November 1995 wurde durch zwei Resolutionen des Sicherheitsrates der Vereinten Nationen das Waffenembargo und die Aussetzung der Wirtschaftssanktionen gegen Jugoslawien angekündigt. Die Umsetzung erfolgte allerdings erst im Juni bzw. Oktober 1996. Am 8. und 9. Dezember 1995 kam es im Anschluss an die Verhandlungen zum Dayton-Abkommen in London (Großbritannien) zu einer Implementierungskonferenz unter der Leitung des Hohen Repräsentanten für den Wiederaufbau Carl Bildt aus Schweden. Am 14. Dezember 1995 wurde dann das Friedensabkommen von Dayton im Pariser Invalidendom formell unterzeichnet und trat sofort in Kraft. Am 15. Dezember 1995 verabschiedete der UN-Sicherheitsrat die Resolution 1031, die die Grundlage für die militärische Umsetzung aller im Abkommen getroffenen Vereinbarungen durch die Peace Implementation Forces (IFOR) bildete.

### Wichtigste Inhalte des Abkommens

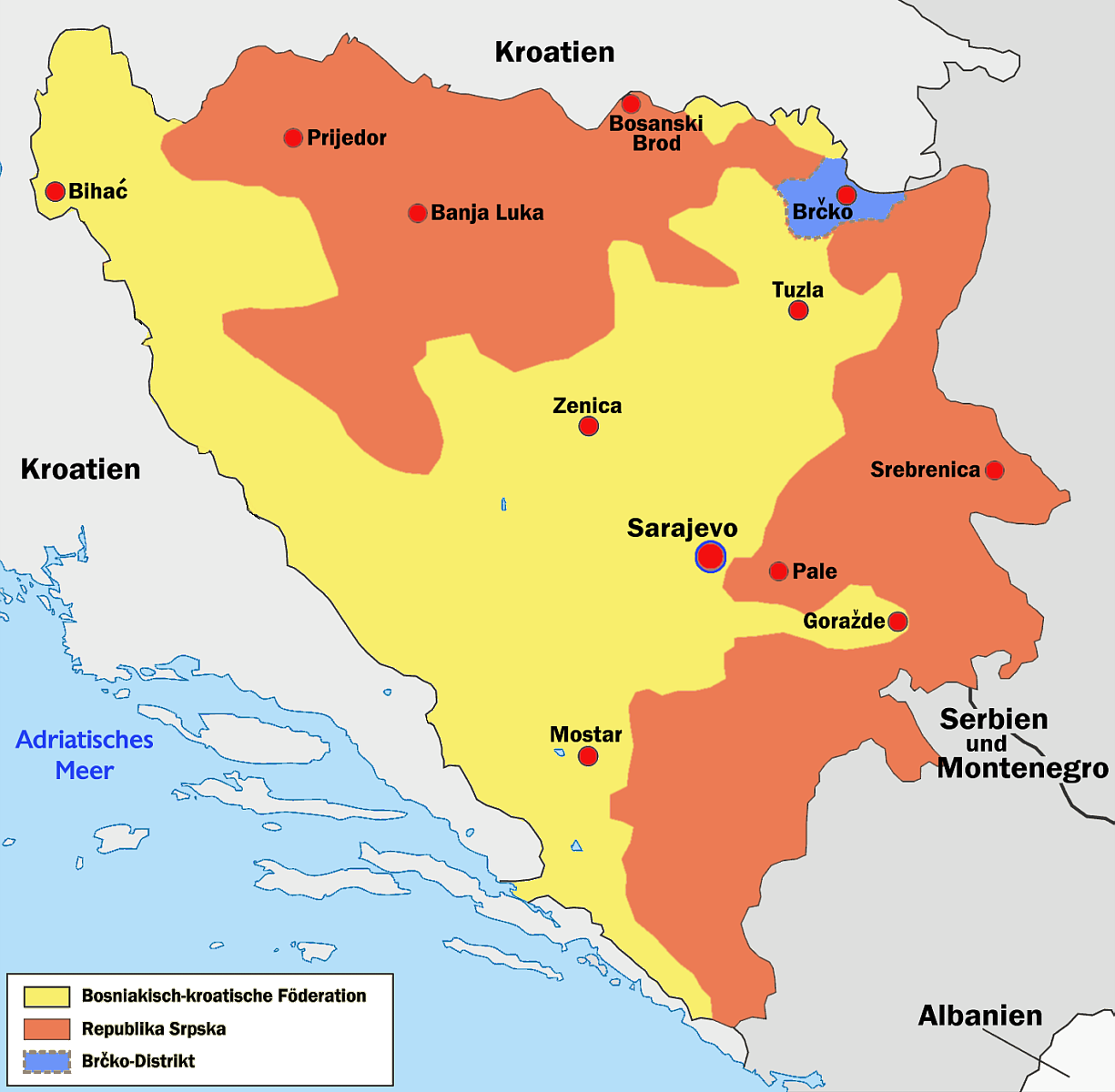
Karte von Bosnien und Herzegowina gemäß dem Dayton-Vertrag

- Bosnien und Herzegowina, das sich 1992 für unabhängig von Jugoslawien erklärt hatte, bleibt als souveräner und ungeteilter, aber stark dezentralisierter Staat in den international anerkannten Grenzen bestehen.
- Sarajevo bleibt Hauptstadt von Bosnien und Herzegowina.
- Bosnien und Herzegowina wird von Kroatien und von der Bundesrepublik Jugoslawien anerkannt.
- Bosnien und Herzegowina setzt sich aus zwei Entitäten zusammen: der Republika Srpska mit 49 % und der Föderation von Bosnien und Herzegowina mit 51 % des Territoriums.
- Über die Zugehörigkeit des Brčko-Distrikts (etwa 1 % des Territoriums) zu einer der beiden Teilrepubliken sollte erst später entschieden werden. (In der Zwischenzeit ist diese Entscheidung dahingehend gefallen, dass Brčko ein Kondominium zwischen beiden Teilrepubliken ist, tatsächlich untersteht der Distrikt jedoch der Bundesregierung bei lokaler Selbstverwaltung.)

Das Abkommen verlangt die völlige Bewegungsfreiheit der Bewohner und gewährt den Flüchtlingen und Vertriebenen das Recht auf Rückkehr in ihre ursprünglichen Wohnorte. Die neue Verfassung sieht Demokratie und Marktwirtschaft vor und setzt fünf gesamtstaatliche Institutionen ein: das Zwei-Kammer-Parlament, das Präsidium, den Ministerrat, das Verfassungsgericht und die Zentralbank. Die Staatsebene erhält nur wenige Kompetenzen: Außen- und Außenhandelspolitik, Zoll- und Geldpolitik, Einwanderungsfragen sowie weniger bedeutende Bereiche wie die Kontrolle des Luftverkehrs. Die Macht der Teilrepubliken umfasst alle Bereiche, die die Verfassung nicht den Bundesinstitutionen zuordnet. Die Zuständigkeit für die in Dayton noch den Teilstaaten überlassene Verteidigungspolitik ist seit 2005 schrittweise auf den Gesamtstaat übergegangen.
Im militärischen Teil des Friedensabkommens (Annex 1 A) vereinbarten die Konfliktparteien, gegeneinander keine Gewalt mehr anzudrohen oder anzuwenden. Heute überwacht und sichert dies eine europäische Friedenstruppe (EUFOR). Sie übernahm diese Aufgabe von der der NATO unterstehenden Schutztruppe (erst ab Dezember 1995 IFOR im Rahmen der Operation Joint Endeavour und als Ersatz für die UNPROFOR, später SFOR). Außerdem wurde nach Annex 11 die Errichtung einer Internationalen Polizeitruppe (IPTF) mit einer Sollstärke von 1.700 Mann vereinbart.

## Kritik
Kritiker erklären, dass mit der Vereinbarung zwar der Bosnienkrieg beendet, aber keine tragfähige Neuordnung geschaffen worden sei. Zahlreiche unabhängige Beobachter erkennen in Bosnien-Herzegowina ein weiterhin gespaltenes Land. Das Abkommen von Dayton habe es versäumt, zur Etablierung individueller Freiheitsrechte in Bosnien-Herzegovina beizutragen und stattdessen eine Ethnokratie geschaffen, in der politische Amtsträger ausschließlich um das Wohl ihrer eigenen ethnischen Gruppe besorgt seien.
Ein Beispiel der inneren Spaltung Bosnien-Herzegowinas stellt die staatspolitische Haltung Milorad Dodiks und seiner Partei dar, die u. a. von der russischen Föderation öffentliche Unterstützung erfährt. Dabei zweifelt Dodik, langjähriger Präsident der Republika Srpska und seit 2018 serbischer Vertreter im Staatspräsidium, immer wieder die Existenzberechtigung Bosnien-Herzegowinas als Staat an und bezeichnet das Land als nicht zukunftsfähiges Konstrukt, sowie als „Teufelsstaat“. Seine Politik zielt offen darauf ab, die Republika Srpska für unabhängig zu erklären. Kritiker weisen zudem immer wieder darauf hin, dass der Dayton-Vertrag die ethnischen Säuberungen nicht genügend verurteile und den im Krieg gewaltsam geschaffenen De-facto-Status festige. So liegt beispielsweise die Stadt Srebrenica als Folge ihrer Eroberung durch die Vojska Republike Srpske, auf die das Massaker von Srebrenica folgte, bis heute in der Republika Srpska, obwohl dort vor dem Krieg die Mehrheitsbevölkerung bosniakisch war. Das Gleiche gilt für Orte wie Višegrad oder Foča.